# Sovínky
Sovínky is een Tsjechische vlek (městys) in de regio Midden-Bohemen, en maakt deel uit van het district Mladá Boleslav. Sovínky telt 360 inwoners (2023).

## Geschiedenis
- 1360 – De eerste schriftelijke vermelding van Sovínky.
- 2006 – De gemeente Sovínky krijgt (opnieuw) een status vlek.[1]